# Abraham Hondius
Pour les articles homonymes, voir Hondius.
Abraham Hondius ou Abraham Danielsz. Hondius ou Abraham de Hondt (vers 1631, Rotterdam - 17 septembre 1691, Londres) est un peintre néerlandais du siècle d'or. Il est connu pour ses peintures de paysages, de scènes de chasse, de scènes de genre militaire, de scènes religieuses et de portraits.

## Biographie
Abraham Hondius est né vers 1631 à Rotterdam aux Pays-Bas.
Il est le fils d'un tailleur de pierre, Daniel Abramsz. de Hondt. Il étudie la peinture auprès des peintres Pieter de Bloot et Cornelis Saftleven. Il est actif à Rotterdam, séjourne brièvement à Amsterdam en 1666, puis il quitte les Pays-Bas et se fixe définitivement à Londres à partir de 1671.
Il meurt en 1691 à Londres et est enterré dans l'église St Bride dans la rue londonienne, Fleet Street.

## Œuvres
- L'Annonce aux bergers[2], Rijksmuseum, Amsterdam
- La chasse au chevreuil[3], Rijksmuseum, Amsterdam
- L'Adoration des bergers[4], Rijksmuseum, Amsterdam
- L'Adoration des bergers, 1671, Musée des beaux-arts de Bordeaux.
- Grande outarde poursuivie par des chiens[5], Château-Musée, Dieppe
- L'entrée du Christ à Jérusalem[6], Musée de Grenoble
- La chasse au cerf[7], Musée de Grenoble
- Le repas chez Simon[8], Musée de Grenoble
- Le marchand de pigeons[9], Musée du Louvre, Paris
- Sac et pillage d'un monastère, Musée des beaux-arts et d'archéologie de Châlons-en-Champagne
- Jésus à la piscine de Bethsaïda, Musée des beaux-arts de Brest, huile sur toile, 81 x 92 cm[10]
- La chasse à l'ours, Musée des Beaux-Arts de Carcassonne [11]
- A Frost Fair on the Thames at Temple Stairs, peint durant l'épisode du Grand gel de 1683-1684 en Europe, Museum of London[12].

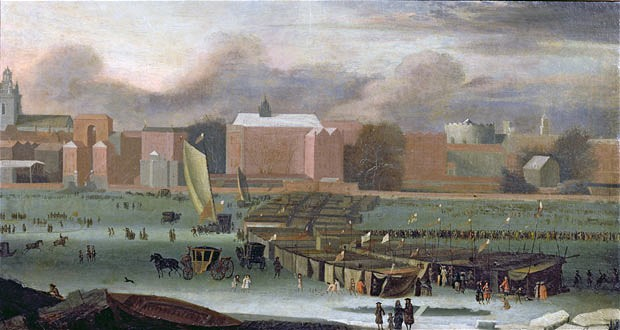
A Frost Fair on the Thames
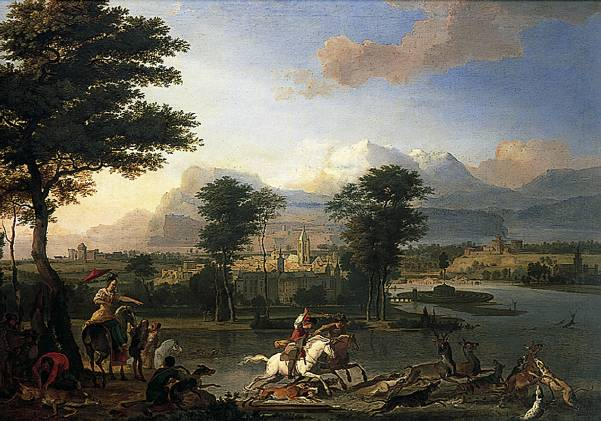
La chasse au cerf,
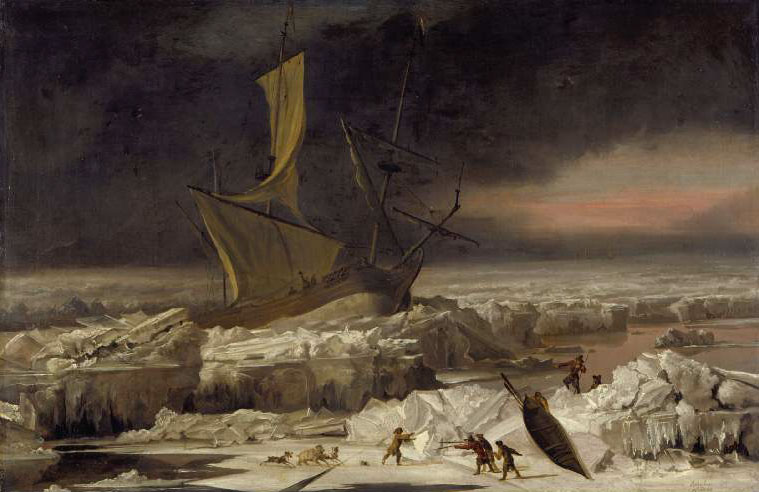
Arctic Adventure
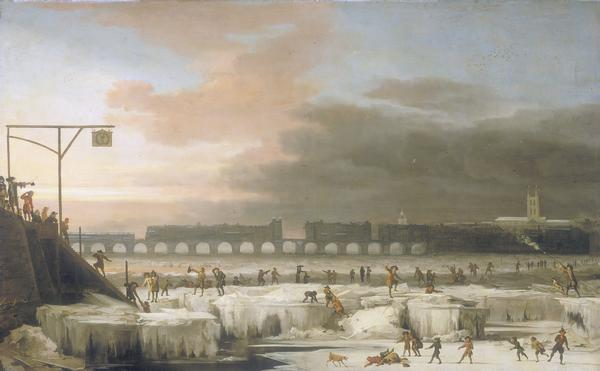
The Frozen Thames
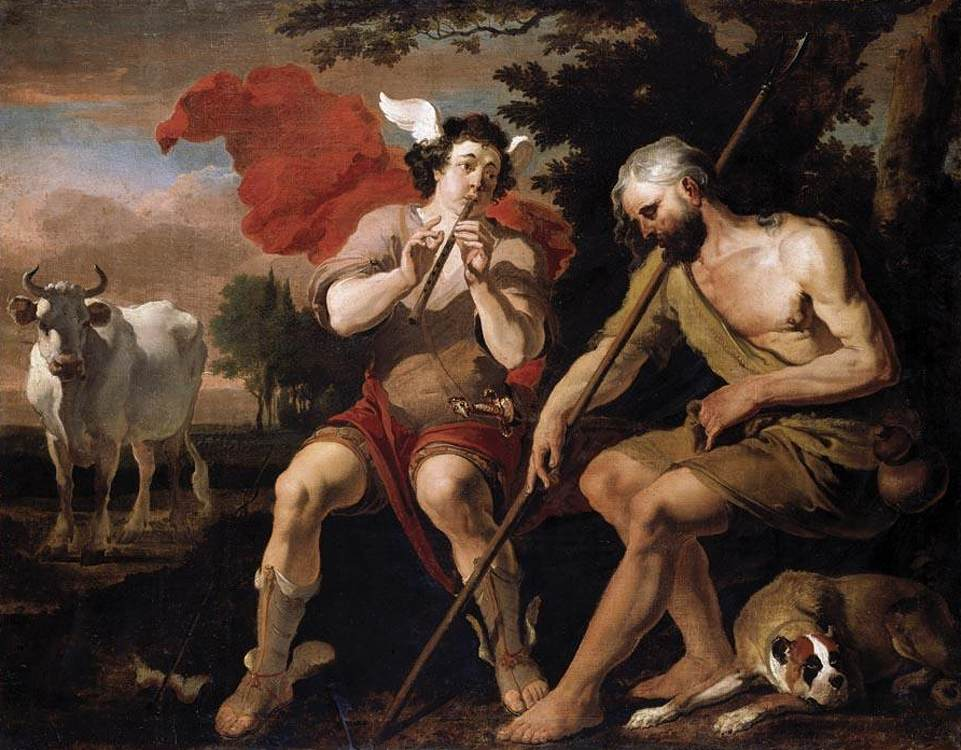
Mercuris et  Argos par Abraham Hondius
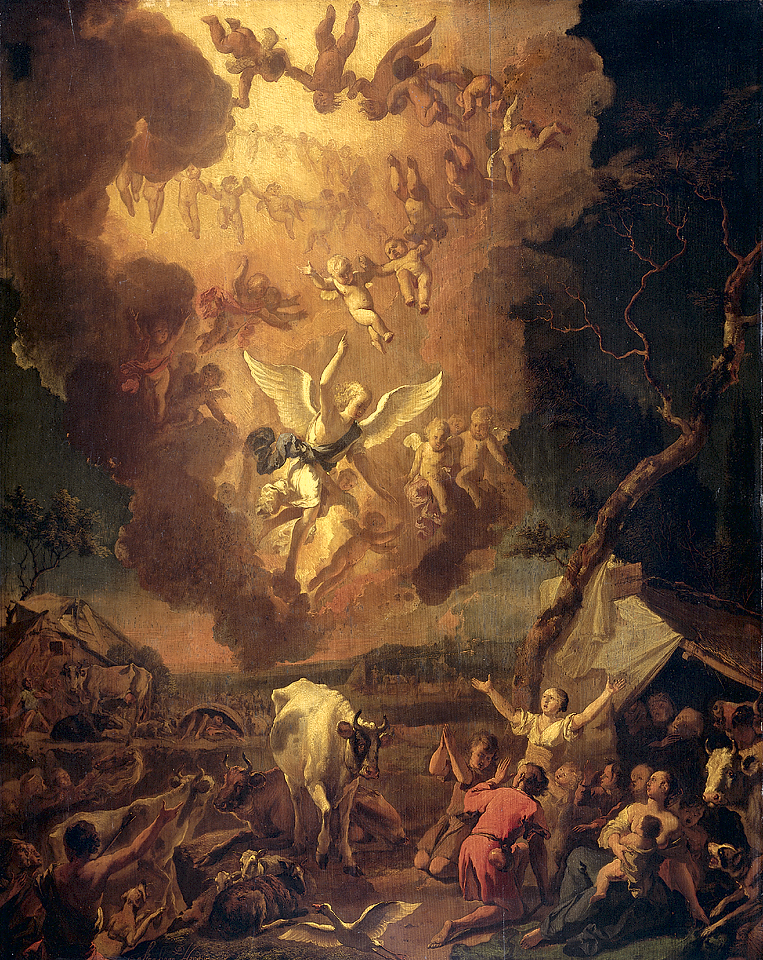
L'Annonce aux bergers

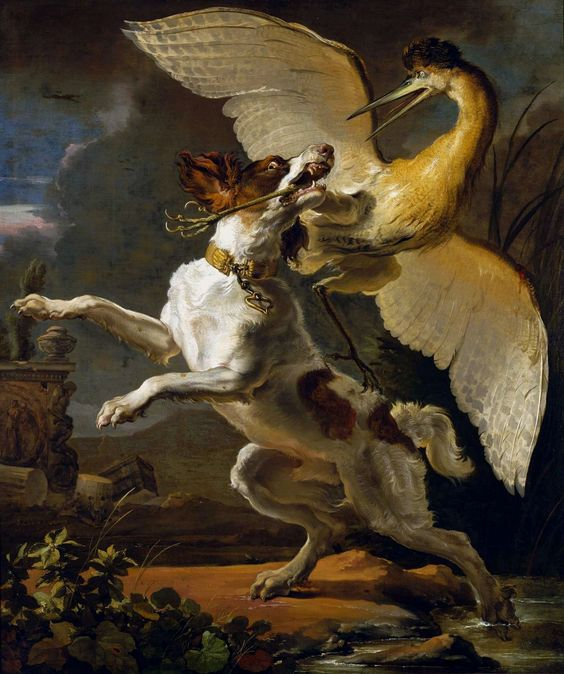
Fight between a dog and a heron
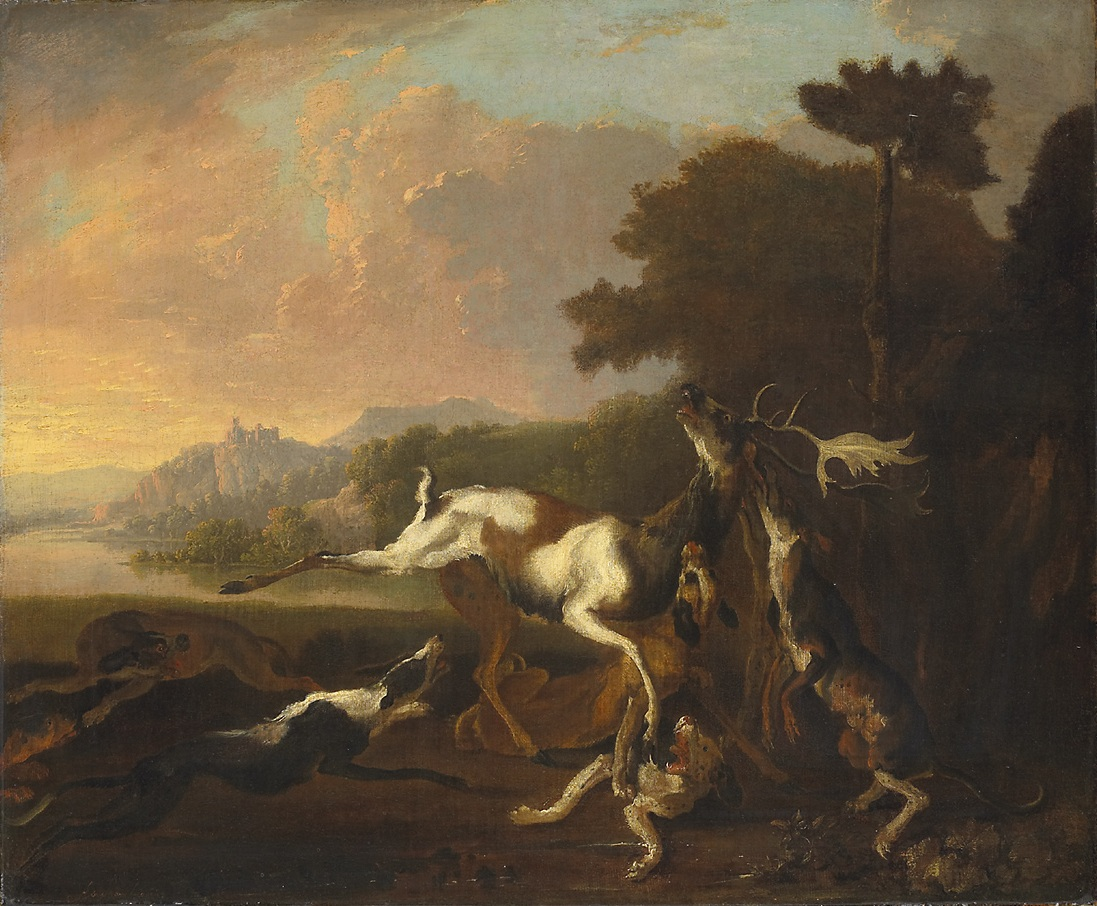
The Deer Hunt
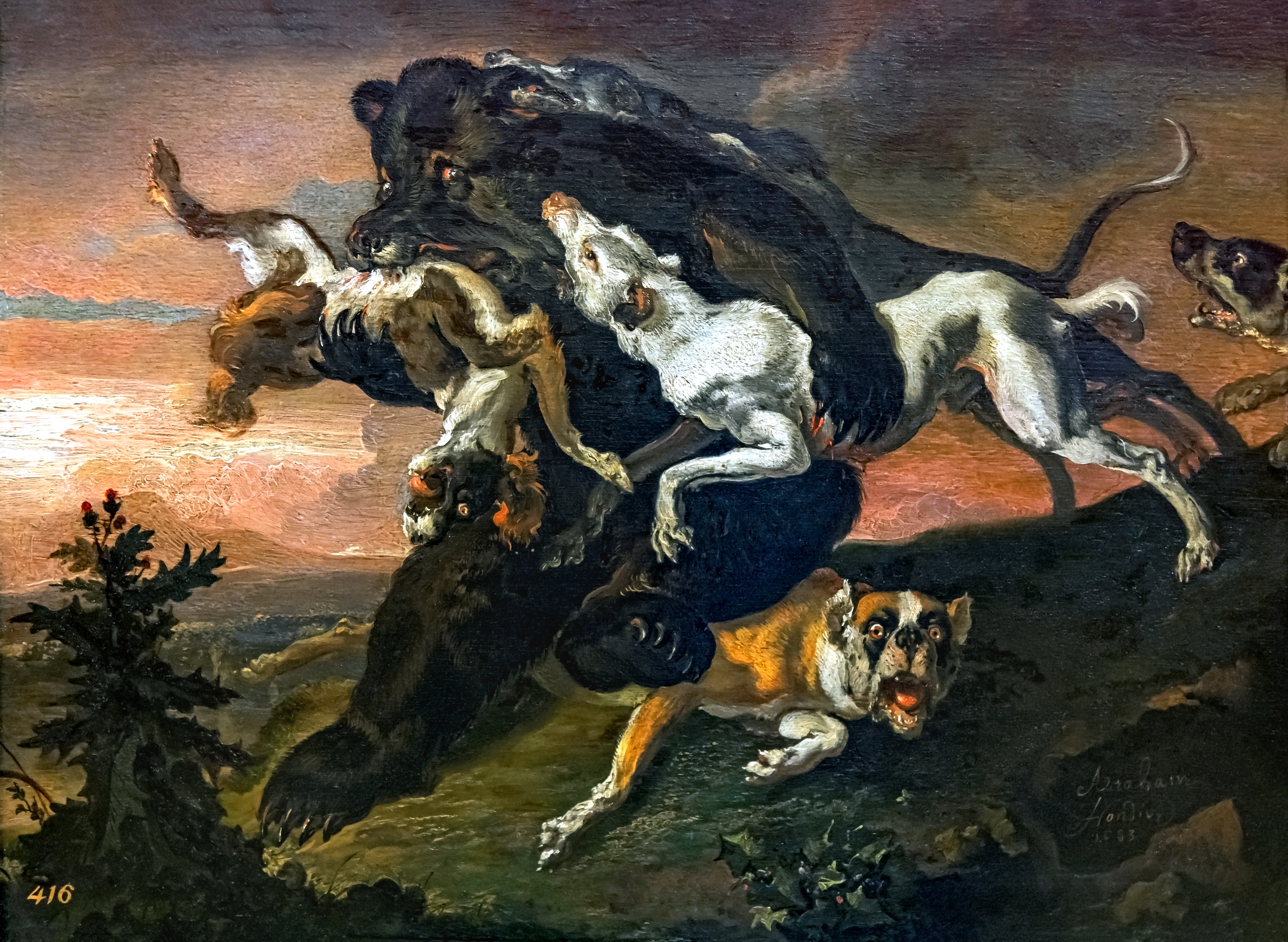
La chasse à L'ours Musée des Beaux-Arts de Carcassonne